# Afghan, Iran
Afghan (tiếng Ba Tư: افغان, còn được Latinh hóa thành Āfghān) là một ngôi làng ở huyện nông thôn Kambel-e Soleyman, tại quận miền Trung thuộc hạt Chabahar, tỉnh Sistan và Baluchestan, Iran. Qua cuộc điều tra dân số năm 2006, ngôi làng này có tổng cộng 134 người dân thuộc 27 hộ gia đình.